# Elizij
Elizij je v grški mitologiji del podzemlja; kraj, daleč na zahodu, kjer je večna pomlad in prebivajo ljubljenci bogov (heroji in pravičniki).